# Daknamse Meersen

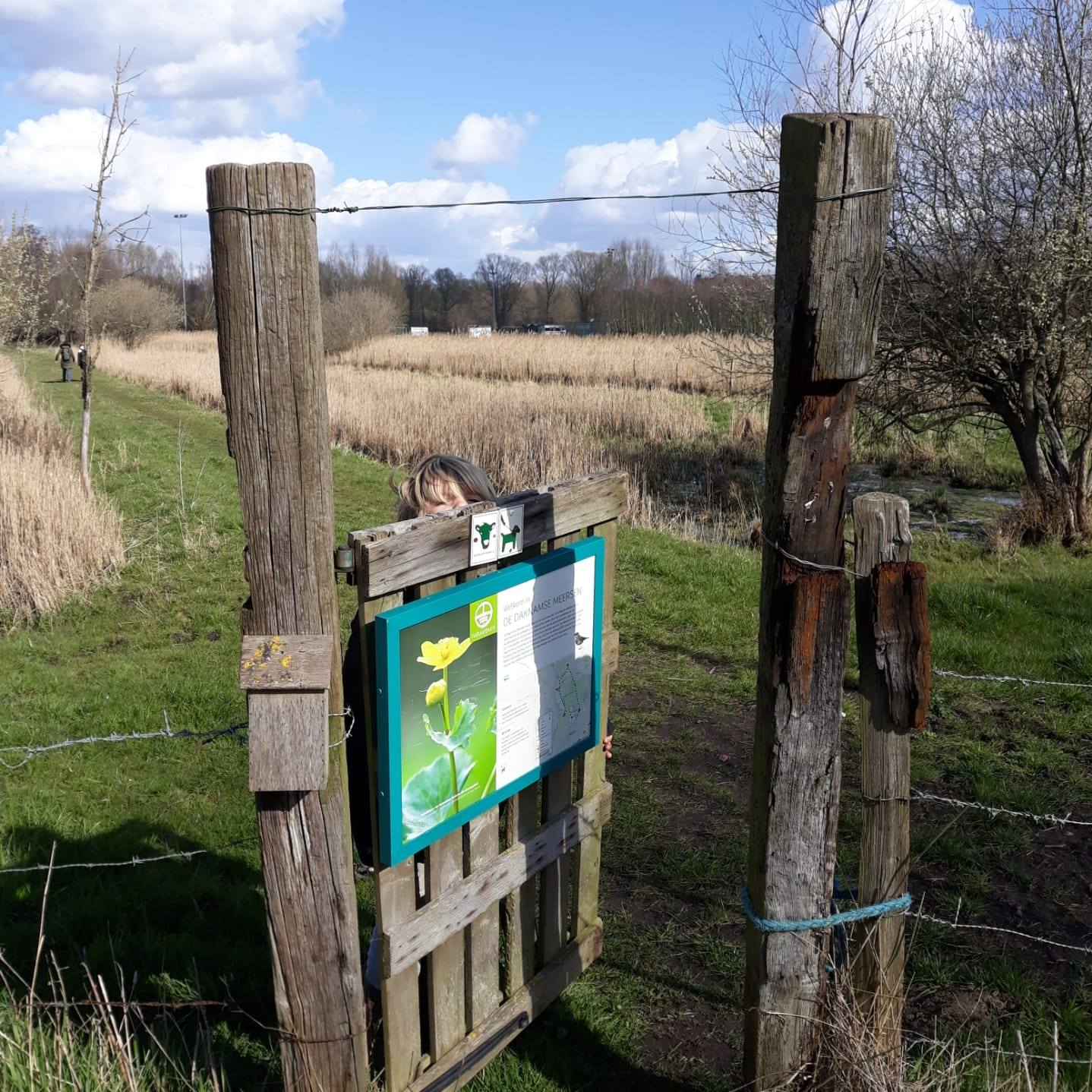

De Daknamse Meersen is een natuurgebied in de tot de Oost-Vlaamse gemeente Lokeren behorende plaats Daknam.
Het betreft een meersengebied in de vallei van de Durme.

## Geschiedenis
Omstreeks 1970 werd het gebied bedreigd door verkaveling. Tussen 1974 en 1978 werden er diverse illegale bouwsels neergezet. Een deel van deze plannen werd tegengehouden of teruggedraaid en in 1990 werd het Daknambroek geklasseerd als beschermd natuurgebied. Van dit 100 ha grote gebied wordt 23 ha beheerd door Natuurpunt. Er werd gewerkt naar herstel van de voedselarme biotopen die voorkomen op de veen- en kalkmoerasgronden.
In 1876 werd een spoorlijn dwars door het gebied aangelegd, deze werd in 1966 buiten bedrijf gesteld en omgevormd tot fietspad.

## Flora en fauna
Men vindt er vegetaties van natte hooilanden, broekbossen, spoorwegbermen en ook waterplanten. Tot de min of meer zeldzame soorten behoren: kruipend zenegroen, stijve zegge, elzenzegge, snavelzegge, moesdistel, wateraardbei, rankende helmbloem, smalle waterpest, beemdkroon, Amerikaanse kruidkers, waterdrieblad, aarvederkruid, moerasbeemdgras, plat fonteinkruid, schedefonteinkruid, gevleugeld helmkruid, moeraskruiskruid, krabbenscheer, moerasvaren, schildereprijs en heggenwikke.
Tot de dierenwereld behoren de groene kikker, de kleine watersalamander en de alpenwatersalamander en de levendbarende hagedis. Zeldzame insecten zijn de moerassprinkhaan en de slankpootmug. Tot de broedvogels behoren de ijsvogel, de blauwborst, de ransuil, de kuifeend, de slobeend, de nachtegaal, de rietgors en de ooievaar.
Van de paddenstoelen worden takruitertje, rietfranjekelkje, rietstippelkogeltje, rietwieltje, zeggekorstje, lisdoddefranjehoed, elzenzompzwam, elzenmelkzwam, vaalhoed, reuzenbovist, vliegenzwam, groene knolamaniet, narcisamaniet, witte duifridderzwam en reuzenzwam aangetroffen.

## Toegankelijkheid
Er loopt een wandelroute door het gebied. Gefietst kan worden op het tracé van de voormalige spoorlijn.